# Жеребцово (железнодорожная станция)
Жеребцово — железнодорожная станция в Новосибирском районе Новосибирской области России. Расположена на двадцать четвёртом и двадцать пятом километрах железнодорожной линии Инская — Сокур в северо-западной части одноимённого населённого пункта.

## Технические особенности
Станция имеет девять путей, семь из которых являются проходными, а первый и третий при отсчёте с юго-восточной стороны станции — тупиковыми, идущими по направлению от станции Инская. Между третьим (тупиковым) и четвёртым (главным) путями расположена пассажирская платформа для пригородных электропоездов, оборудованная подземным пешеходным переходом. На третий тупиковый путь прибывают пригородные поезда, для которых станция является конечной. К северо-востоку от платформы пути расположены в кривой. Часть путей станции используется для остановки грузовых составов.
Новое здание вокзала, открытое в 2005 году, расположено с внешней стороны кривой с северо-западной стороны станции к северо-востоку от пассажирской платформы. Старое здание вокзала расположено напротив пассажирской платформы к юго-востоку от неё.

## Операции

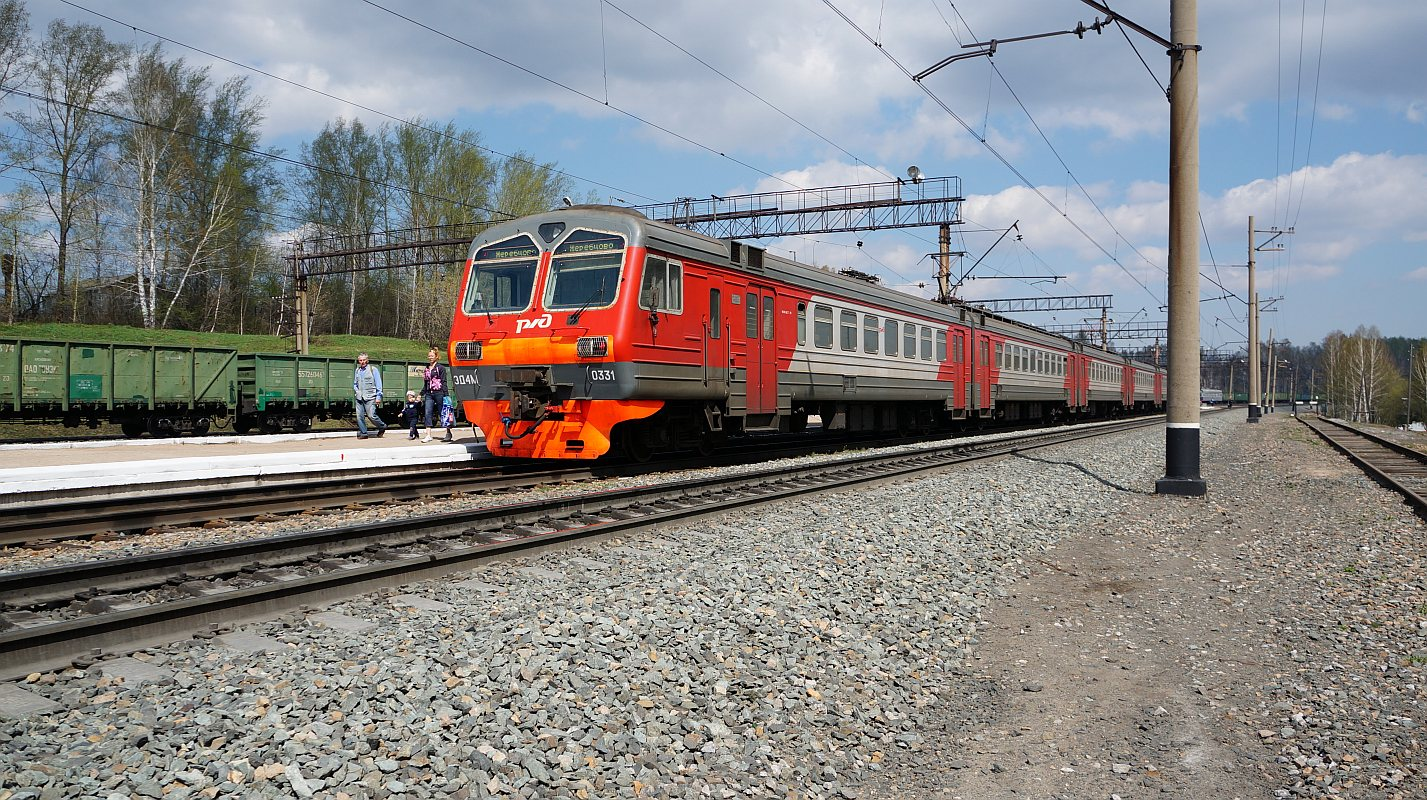
Электропоезд ЭД4М-0331 у пассажирской платформы

### Пригородное сообщение
На станции имеет остановку от восьми до девяти пар пригородных электропоездов в сутки. Станция является конечной для большинства курсирующих по данной железнодорожной ветке пригородных электропоездов — пять пар по будням и шесть по выходным. Ещё три пары электропоездов курсируют через станцию по маршруту Новосибирск-Главный — Сокур. Среднее время в пути на пригородном электропоезде до станции Новосибирск-Главный составляет 75 минут, до станции Сокур — 22 минуты.

### Грузовое сообщение

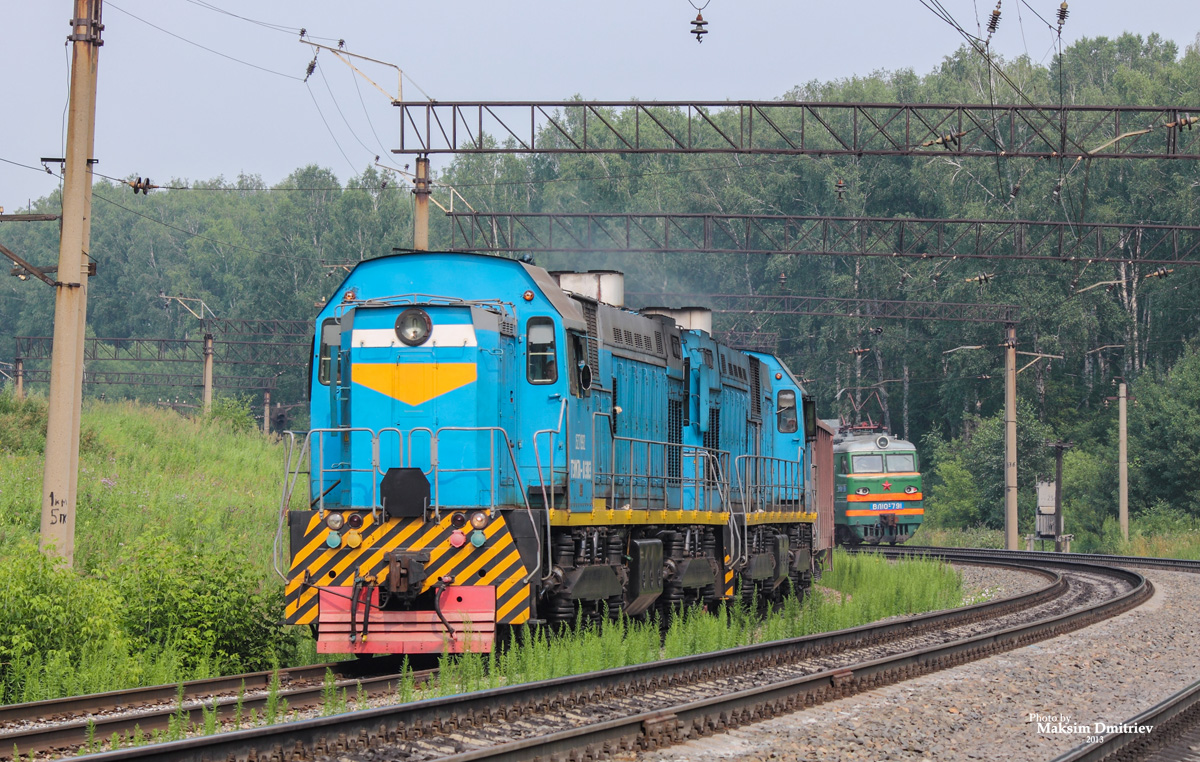
Тепловозы ТЭМ7А на грузовом пути станции. Вдали виден электровоз ВЛ10

Станция производит приём и выдачу грузов повагонными и мелкими отправками, загружаемых целыми вагонами, только на подъездных путях и местах необщего пользования.